# Mullajttiwu (dystrykt)
Dystrykt Mullajttiwu (syng. මුලතිවු දිස්ත්‍රික්කය, Mulativu distrikkaya; tamil. முல்லைத்தீவு மாவட்டம், Mullaittīvu māvaṭṭam; ang. Mullaitivu District) – jeden z 25 dystryktów Sri Lanki położony we wschodniej części Prowincji Północnej.  
Stolicą jest miasto Mullajttiwu, zamieszkane przez 37 339  mieszkańców (2009). Administracyjnie dystrykt dzieli się na sześć wydzielonych sekretariatów, z których największym pod względem powierzchni jest Putukkudijiruppu a najbardziej zaludnionym, Maritimepattu. Przez dystrykt przepływa rzeka Parangi Aru. 

## Ludność
W 2012 roku populacja dystryktu wynosiła 91 947 osób. Dominującą grupę ludności stanowią Tamilowie 88,38%, Syngalezi 9,63% a Maurowie lankijscy 1,91%
Największą grupą religijną tworzą wyznawcy hinduizmu, 75,73%, dalej katolicy 13,04% i buddyści 8,87% a muzułmanów jest 2,19%.

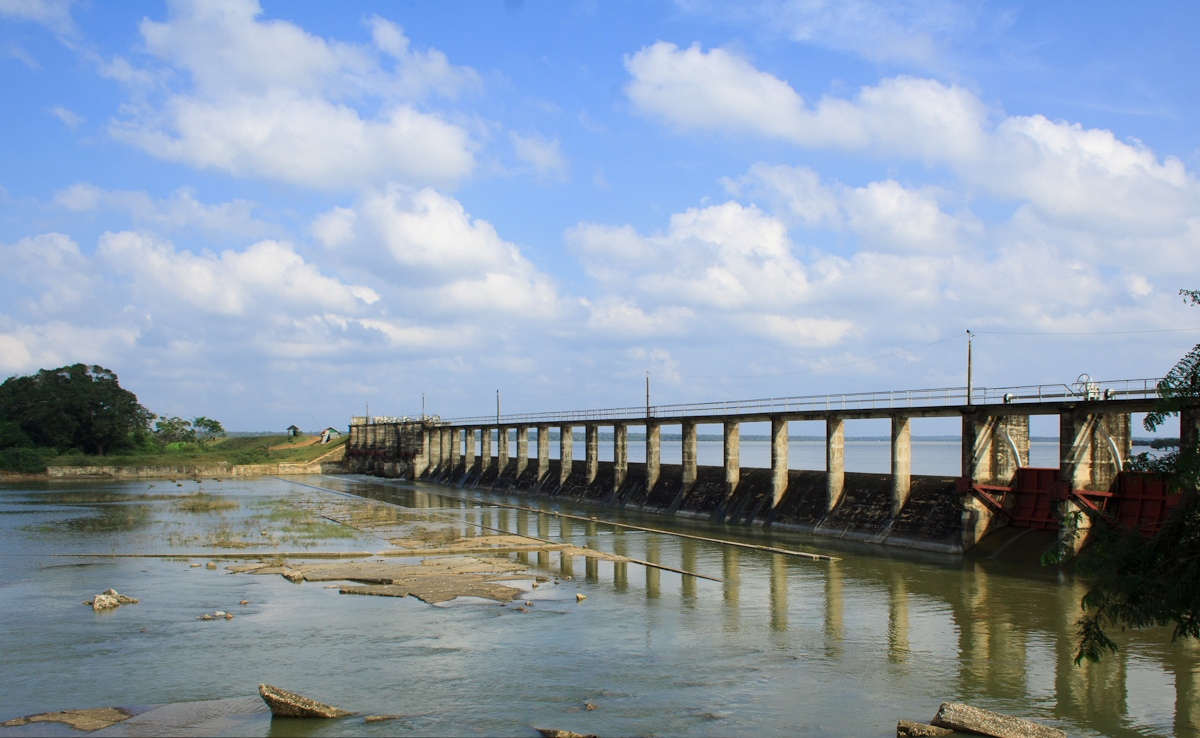
Zbiornik Iramandu

## Historia
w czasach przedkolonialnych obszar wchodził w skład Królestwa Dżafna. Następnie rządzili tym terenem Portugalczycy, Holendrzy i Anglicy, którzy w 1815 roku przejęli kontrolę nad całym Cejlonem. Podzielenie na rejony etniczne całej wyspy poskutkowało utworzeniem w 1833 roku Prowincji Północnej, do której, ten zamieszkały głównie przez Tamilów obszar, został włączony. Stanowił wtedy część dystryktu Wawunija. Stan taki utrzymywał się po odzyskaniu przez Cejlon niepodległości. Obecny dystrykt Mullajttiwu utworzono we wrześniu 1978 z części dystryktów: Wawunija, Trikunamalaja, Mannar oraz Dżafna.
Podczas wojny domowej duża część dystryktu była pod kontrolą Tamilskich Tygrysów aż do 2009 roku, kiedy wojska rządowe odzyskały nad nim władzę.

## Turystyka
- Pomiędzy stolicami dystryktów Kilinoćći i Mullajttiwu wiedzie szlak drogowy upamiętniający miejsca i wydarzenia z czasów wojny z Tamilskimi Tygrysami. Można zobaczyć zniszczony zbiornik wodny, więzienie w Wisuwamadu, podziemne bunkry, pomnik Zwycięstwa i Muzeum Wojny w Putukkudijiruppu, tajną stocznię produkującą małe statki podwodne, a także wrak statku[3].